# Takayuki Yamaguchi
Takayuki Yamaguchi (山口 貴之?, Yamaguchi Takayuki; Tokyo, 1º agosto 1973) è un ex calciatore giapponese, di ruolo centrocampista.